# Dai Li
Dai Li o Tai Li (戴笠), nacido como Dai Chunfeng (28 de mayo de 1897-27 de marzo de 1946) fue un miembro del Kuomintang, director del embrión del servicio de inteligencia de Chiang Kai-Shek.

## Biografía

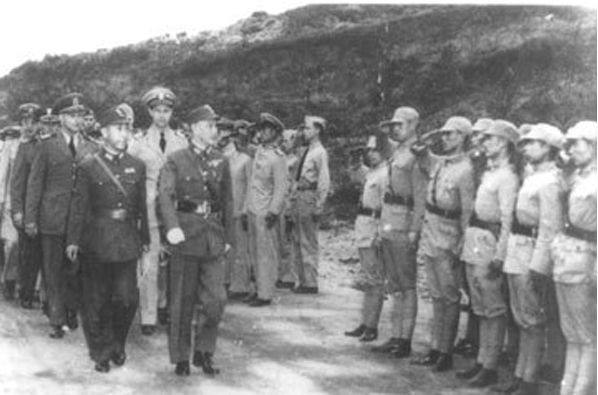
Fotografiado junto a Chiang Kai-Shek.

Nació el 28 de mayo de 1897.
Miembro de la Lixingshe («Sociedad para la Práctica Vigorosa»), e interno de la Academia Militar de Whampoa, atrajo la atención de Chiang Kai-Shek al denunciar a 20 compañeros de la Academia como comunistas. Dai Li, que controló a la Sociedad de Camisas Azules del Kuomintang, dirigiría los servicios de inteligencia de Chiang, que, en 1938, adoptaron su nombre definitivo, el Buró de Investigación y Estadística del Consejo Militar del Régimen Nacionalista, o simplemente Juntong; Dai Li ejerció un férreo control sobre la organización. Llegaría a amasar un enorme poder en China, con estimaciones de hasta 325 000 agentes potenciales, tanto uniformados como de paisano, a su servicio.
Falleció en un siniestro de aviación el 27 de marzo de 1946, en el trayecto Qingdao-Shanghái; la aeronave se estrelló al suroeste de Nankín. Además de la causa del accidente, se llegó a atribuir como causa del siniestro a un posible sabotaje de los comunistas o de los estadounidenses.
Temido por su crueldad, la visión de la violencia de Dai Li, que llegó a ser conocido como el «Himmler» chino, difería de la propia del fascismo italiano o el nazismo alemán, y carecía del culto a la bella muerte.